# Кайлы (Омская область)
Кайлы́ — село в Усть-Ишимском районе Омской области. Административный центр Кайлинского сельского поселения.
Население — 270 человек (2010).

## Физико-географическая характеристика
Село расположено на юго-западе Усть-Ишимского района на левобережье реки Ишим, в пределах Ишимской равнины (часть Западно-Сибирской равнины), на высоте 61 метр над уровнем моря. В окрестностях села распространены смешанные леса (основные породы — сосна, берёза).
Климат
Климат резко континентальный (согласно классификации климатов Кёппена влажный континентальный (Dfb)), c суровой и продолжительной зимой и коротким летом. Для района характерны значительные перепады температур как между климатическими сезонами, так и в течение суток. Среднегодовая температура положительная и составляет — 0,2 С. Средняя температура июля — 18,8 С, января — −18,9 С. Многолетняя норма осадков — 445 мм. Наибольшее количество осадков выпадает в тёплое время года (в июле выпадает 72 мм, в феврале — 14 мм).
Село расположено на равном расстоянии (65 км) как до районного центра села Усть-Ишим, так и до села Викулово — районного центра Викуловского района Тюменской области.

## История
Основано как деревня Кайлы (Кайлинская) переселенцами из европейской части Российской империи в I-й половине XVIII века. В 1900 году открыта школа грамоты. Село с 1908 года. Первоначально относилось к Слободчиковской волости, в 1914 году стало центром самостоятельной Кайлинской волости Тарского уезда. К началу 1910-х годов в селе действовали три торговых лавки, винная лавка, два хлебозапасных магазина, ветряная и водяная мельницы, маслодельня, кузница.
Во время Ишимского крестьянского восстания 1921 года здесь находился один из очагов сопротивления советской власти.
В 1924 году Кайлинская волость упразднена и территория вошла в состав создаваемого Усть-Ишимского района. По данным I-й Всесоюзной переписи населения, в 1926 году в Кайлах имелись лавка общества потребителей, школа I ступени и маслозавод.
В период коллективизации образован колхоз «Большевик», в который в 1950-х годах вошли колхозы окрестных более мелких деревень Басаргуль, Ильино, Фокино, Красноярка, Угут.

## Население
| 1868 | 1893 | 1909 | 1926 | 1991 | 2010 |
| ---- | ---- | ---- | ---- | ---- | ---- |
| 290  | ↗505 | ↘400 | ↗473 | ↗482 | ↘270 |